# Asura ila
Asura ila är en fjärilsart som beskrevs av Moore 1859. Asura ila ingår i släktet Asura och familjen björnspinnare. Inga underarter finns listade i Catalogue of Life.